# バトル・オブ・マジック マーリンと魔法の神々
『バトル・オブ・マジック マーリンと魔法の神々』（英題：MERLIN AND THE BOOK OF BEASTS）は、2009年に発行のカナダ映画（オリジナルビデオ）。カナダと日本のみ劇場未公開。
日本では2010年6月4日にトランスフォーマーよりDVD（TMSS-174）が発売されている。パッケージのキャッチコピーは「光と闇、最後の魔法戦争。」。

## ストーリー
中世のブリテン島を舞台とした伝説の物語。アーサー王の死後、20年後のキャメロットの城は「獣の書」と呼ばれる魔法の書を手にした暗黒の魔術師・アーカディアンによって支配された。窮地に立たされたアーサー王とグィネヴィアの娘・アヴリンは、キャメロット最後の生き残りである円卓の騎士のガラハッド、トリスタンたちが謎の魔法の森を訪れ、世間から離れ孤独に生きたアーサー王の助言者とされる伝説の大魔術師・マーリンを探る。実はアーカディアンはアーサー王と魔女・モーガン・ル・フェイとの間に生まれた不義の子モルドレッドであり、「獣の書」の悪の魔力を使って、「獣の書」から飛び出す凶悪なモンスターたちを呼び覚まし、キャメロットへの復仇を目指している。
後にアヴリンがマーリンの引導によって聖剣・エクスカリバーを取得し、円卓の騎士たちを率いてモルドレッドと戦う。

## キャスト
- マーリン - ジェームズ・キャリス
- アヴリン・ペンドラゴン - ローラ・ハリス
- モルドレッド - ジム・ソーバーン
- ライサンダー - ジェシー・モス
- ガラハッド - ドナルド・アダムス
- トリスタン - パトリック・サボンギ

## スタッフ
- 製作：ハーヴェイ・カーン、エリック・マラン、ナディア・ミア
- 脚本：ブルック・ダラハム
- 撮影：マシアス・ハーンドル
- 音楽：クレイグ・マッコネル
- 監督：ウォーレン・P・ソノダ
- 編集：ニコル・ラトクリフ
- 美術／プロダクション・デザイン：リック・ウィロウビー